# Paulina Flores
Paulina Flores (Santiago, 30 de dezembro de 1988) é uma escritora chilena.

## Biografia
Paulina Flores viveu sua infância em Conchalí e realizou seus estudos secundários na Academia de Humanidades de Recoleta; depois cursou Literatura na Universidade de Chile e começou a ensinar num liceu. Assistiu às oficinas literárias de Luis López-Aliaga e Alejandro Zambra.
Em 2011 foi-lhe concedida a bolsa do "Fondo Nacional de Fomento del Libro y la Lectura" e três anos mais tarde seu conto "Qué vergüenza" foi agraciado com o Roberto Bolaño. Seu primeiro compilado de contos saiu com o mesmo título em 2015 e obteve os prêmios Municipal de Literatura e do Círculo de Críticos de Arte.
No início de 2021 começou a fazer em Barcelona, na Universidade Pompeu Fabra um mestrado em Escrita Criativa; em abril do mesmo ano foi selecionada pela revista Granta como um dos 25 melhores escritores jovens em espanhol e o primeiro de maio saiu seu primeiro romance, "Isla decepción". Nenhuma das obras de Paulina Flores foi traduzida para o português ainda.

## Obras
- Qué vergüenza, Hueders, Santiago, 2015 (Seix Barral, Barcelona, 2016). Contém 9 contos:
  - "Qué vergüenza"; "Teresa"; "Talcahuano"; "Olvidar a Freddy"; "Tía Nana"; "Últimas vacaciones"; "Espíritu americano"; "Laika"; e "Afortunada de mí"
- Isla decepción, romance, Seix Barral, 2021

## Prêmios
- Bolsa do "Fondo Nacional de Fomento del Libro y la Lectura" (2011)
- Prêmio Roberto Bolaño pelo conto "Qué vergüenza"
- Prêmio Municipal de Literatura de Santiago 2016 pela compilado de relatos Que vergonha
- Prêmio do Círculo de Críticos de Arte pelo livro Qué vergüenza